# إبسيلون الشبكة b
إبسيلون الشبكة b (إبسيلون ريتيكولي b)هو كوكب خارج المجموعة الشمسية في كوكبة الشبكة يسمى أحياناً إبسيلون ريتيكولي Ab لتمييزة عن قزم أبيض مرافق للنجم الرئيسي في نظام إبسيلون الشبكة النجمي. اكتشف الكوكب في 16 ديسمبر 2000 من قبل فريق البحث الكوكبي في المرصد الفلكي الأسترالي باستخدام تليسكوب أنغلو الأسترالي من خلال طريقة السرعة الشعاعية. كتلة الكوكب هي على الأقل 56٪ أكبر من كتلة المشتري. الكوكب قريب نسبياً من النجم، ويكاد يكون من المؤكد أنة عملاق غازي استنادا إلى كتلتة.